# DIRTY (ナイトメアの曲)
「DIRTY」（ダーティー）は、ナイトメアの12枚目のシングル。

## 概要
- 2007年11月7日発売。全3タイプ同時発売、Aタイプ・Bタイプ各DVD付、Cタイプ『魔人探偵脳噛ネウロ』スペシャルイラストジャケット仕様。
- 2ヵ月連続リリースシングルの第2弾である。
- オリコン週間チャートでは初登場8位を記録し、「the WORLD/アルミナ」からの4作連続トップ10入りを果たした。
- また、『魔人探偵脳噛ネウロ』第17話「追【チェイス】」放送時には、咲人が声優として通行人役を演じた。
- RUKAのソロ・プロジェクトThe LEGENDARY SIX NINEのシングル「Cruel」にはDIRTYのカバーが「？？？」として収録されている。

## 収録曲
CD（A・B・Cタイプ共通）
1. DIRTY（作詞・作曲：RUKA 編曲：ナイトメア）
日本テレビ系アニメ『魔人探偵脳噛ネウロ』オープニングテーマ
2. メビウスの憂鬱（作詞・作曲：咲人 編曲：ナイトメア）

DVD
- 「DIRTY」Video Clip（Aタイプ）
- 「メビウスの憂鬱」Video Clip（Bタイプ）

## 参加ミュージシャン
- Shinobu (Creature Creature、The LEGENDARY SIX NINE)

## 収録アルバム
- 『Killer Show』（2008年）
- 『Historical 〜The highest NIGHTMARE〜』（2010年）